# Radoszkowice
Radoszkowice (deutsch Raduschkowitz, 1936–1945 Freudenfeld) ist ein Dorf in Niederschlesien. Der Ort liegt in der Landgemeinde Domaniów im Powiat Oławski in der polnischen Woiwodschaft Niederschlesien.

## Geographie

### Geographische Lage
Das Straßendorf Radoszkowice liegt vier Kilometer südwestlich vom Gemeindesitz Domaniów (Thomaskirch), ca. 19 südwestlich von der Kreisstadt Oława (Ohlau) und rund 38 Kilometer südlich der Woiwodschaftshauptstadt Breslau. Der Ort liegt in der Nizina Śląska (Schlesische Tiefebene) innerhalb der Równina Wrocławska (Breslauer Ebene).

### Nachbarorte
Nachbarorte von Radoszkowice sind im Südosten Kończyce (Kontschwitz), im Südwesten Borek Strzeliński (Großburg) und im Nordwesten Kuchary (Kochern).

## Geschichte
Der Ort wurde 1245 erstmals als Radosouici erwähnt. Weitere Erwähnungen erfolgten 1349 als Raduschowitz sowie 1420 als Raduschowitz.
Nach dem Ersten Schlesischen Krieg 1742 fiel Raduschkowitz zusammen mit dem größten Teil Schlesiens an Preußen. 1783 zählte der Ort 4 Bauern-, 19 andere Stellen sowie 76 Einwohner.
Nach der Neugliederung Preußens gehörte die Landgemeinde Raduschkowitz ab 1815 zur Provinz Schlesien und war ab 1816 dem Landkreis Ohlau eingegliedert. 1874 wurde der Amtsbezirk Kontschwitz gegründet, welcher die Landgemeinden Kontschwitz, Raduschkowitz und Thomaskirch umfasste. 1885 zählte der Ort 49 Einwohner.
1933 zählte Raduschkowitz 104 Einwohner. Am 10. Dezember 1936 wurde der Ort in Freudenfeld umbenannt. 1939 zählte Freudenfeld 89 Einwohner. Bis 1945 befand sich der Ort im Landkreis Ohlau.
Als Folge des Zweiten Weltkriegs fiel Freudenfeld wie fast ganz Schlesien 1945 an Polen, wurde in Radoszkowice umbenannt und der Woiwodschaft Breslau angegliedert. Die deutsche Bevölkerung wurde, soweit sie nicht vorher geflohen war, weitgehend vertrieben. Die neu angesiedelten Bewohner waren zum Teil Heimatvertriebene aus Ostpolen. 1999 kam der Ort zum Powiat Oławski in der Woiwodschaft Niederschlesien.